# Nicolás Ayllón (Metro de Lima y Callao)
Nicolás Ayllón es la decimoséptima estación actualmente en construcción de la línea 2 del Metro de Lima y Callao, en Perú. Será construida de manera subterránea en los distritos de Lima y La Victoria. Se tiene previsto su inauguración general en 2026.
En abril de 2022, se informó la llegada de la tuneladora ‘Delia’ a la futura estación Nicolás Ayllón.
En septiembre de 2024, se informó que las obras civiles de la estación tiene un avance de 99% 
Estará ubicada en la avenida Nicolás Ayllón cerca de los jirones Inca Garcilaso de la Vega y Sergio Calera.